# Gangarampur
Gangarampur ist eine Stadt im indischen Bundesstaat Westbengalen.
Die Stadt gehört zum Distrikt Dakshin Dinajpur. Gangarampur hat den Status einer Municipality. Die Stadt ist in 17 Wards gegliedert.

## Demografie
Die Einwohnerzahl der Stadt liegt laut der Volkszählung von 2011 bei 56.217. Gangarampur hat ein Geschlechterverhältnis von 932 Frauen pro 1000 Männer und damit einen für Indien häufigen Männerüberschuss. Die Alphabetisierungsrate lag bei 84,6 % im Jahr 2011. Knapp 94 % der Bevölkerung sind Hindus, ca. 4 % sind Christen, ca. 2 % sind Muslime und weniger als 1 % gehören einer anderen oder keiner Religion an. 9,8 % der Bevölkerung sind Kinder unter 6 Jahren. Bengali ist die Hauptsprache in und um die Stadt.

## Infrastruktur
Gangarampur ist mit Kolkata und anderen Städten von Westbengalen durch Bus und Eisenbahn verbunden. Die Stadt verfügt über einen kleinen Bahnhof.